# Thoetmosis III
Thoetmosis III of Thoetmozes III (ca. 1479 – 1425 v.Chr.) was de zesde farao in de 18e dynastie van het Nieuwe Rijk in de Egyptische oudheid. Zijn bekende naam Thoetmosis betekent "(de god) Thoth is geboren", wat duidt op een geboorte van de prins op een bestaande religieuze feestdag in het begin van het Oudegyptische jaar. Zijn pas bij kroning aangenomen naam, Men-cheper-Re, betekent "Bestendig is de verschijning van Re". Het was sinds de 4e dynastie gebruikelijk dat een koning bij zijn troonsbestijging een zogenaamde kroningsnaam aannam. Vanaf het Nieuwe Rijk werd daarin steevast een aspect van de zonnegod Ra verheerlijkt.

## Biografie

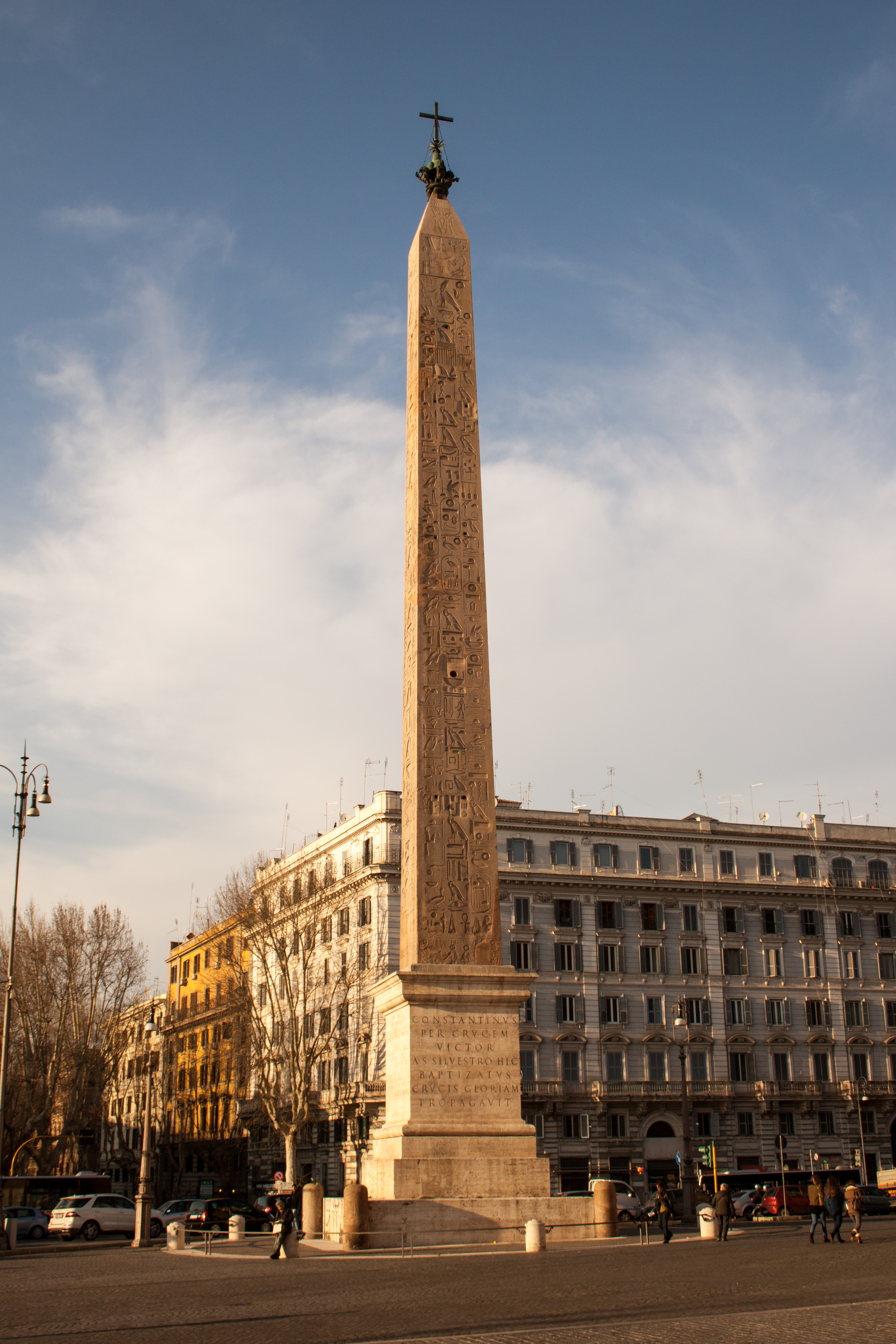
Obelisk van Thoetmosis
Werd in 357 door keizer Constantius II naar Rome overgebracht

Thoetmosis III was de zoon van Thoetmosis II en een bijvrouw, Iset. De jonge, nog minderjarige troonopvolger werd in theorie koning nadat Thoetmosis II overleed. Zijn stiefmoeder Hatsjepsoet trad echter op als regentes en nam al snel de titel van farao aan, waarbij Thoetmosis slechts als coregent fungeerde. Ook toen hij volwassen was, had Thoetmosis III een ondergeschikte rol naast Hatsjepsoet, tot aan haar dood. Tweeëntwintig jaar lang moest hij haar heerschappij tolereren. Thoetmosis III was getrouwd met Sat-Yah, de dochter van zijn voedster Ipoe, met wie hij ten minste drie zoons en een dochter kreeg. Later trouwde hij met Meritre-Hatsjepsoet (volgens sommigen een dochter van Hatsjepsoet, maar dat is zeer onwaarschijnlijk) en kreeg met haar nog een zoon, de latere troonopvolger Amenhotep II. Na de dood van Hatsjepsoet regeerde hij 32 jaar lang over Egypte, tot zijn officiële 54e regeringsjaar. Thoetmosis III regeerde officieel van 24 april 1479 tot 11 maart 1425 v.Chr. volgens de Middel Chronologie (Engels: Middle Chronology).

### Relatie met Hatsjepsoet
Tot voor kort was de algemene theorie dat na de dood van haar echtgenoot en halfbroer Thoetmosis II, Hatsjepsoet de troon van Thoetmosis III usurpeerde en dat, hoewel Thoetmosis III coregent was tijdens de regering van Hatsjepsoet, hij nooit zijn stiefmoeder vergaf dat zij hem de troon ontzegd had. Feit is dat Hatsjepsoet, nadat zij eerst twee jaar regentes was voor de minderjarige Thoetmosis, alle macht aan zich trok en zich de titel van koning toe-eigende. Hoewel ze van hogere geboorte was dan Thoetmosis (die de zoon was van een bijvrouw), was dit ongehoord, aangezien ze daarmee de rechtmatige mannelijke opvolger buiten spel zette. Vrouwelijke farao's waren er eerder in de Egyptische geschiedenis al geweest, maar alleen wanneer er geen mannelijke opvolger was. Toch pakte deze zet niet ongunstig uit. 

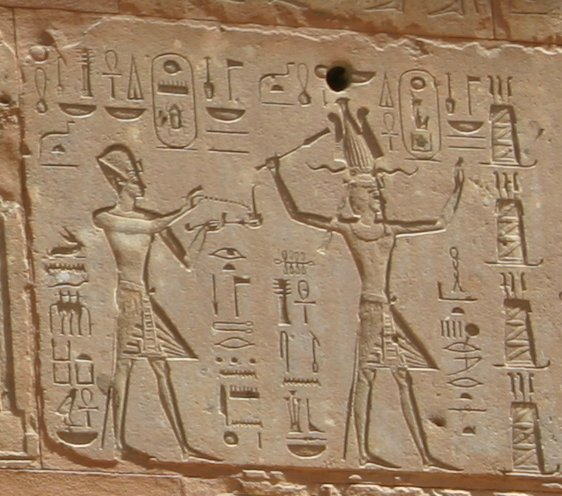
De machtsverhouding is hier duidelijk te zien: Thoetmosis III links en Hasjepsoet rechts
Rode kapel, Karnak

Hatsjepsoet kon ruim 19 jaar aan de macht blijven, waarbij Thoetmosis dus haar coregent werd en naar men nu vermoedt steeds meer taken toebedeeld kreeg. Hierdoor kon de jonge prins een gedegen opleiding krijgen, o.a. in het leger - wat hem later zeer goed van pas kwam - zonder dat hij meteen als kind al met de zware regeringstaken belast werd. Toen zijn stiefmoeder uiteindelijk overleed en Thoetmosis de troon als alleenheerser kon bestijgen, was hij reeds ervaren, wat ook blijkt uit het feit dat hij direct krachtdadig optrad in binnen- en buitenland. Recent is daarom de theorie herzien dat hij zijn stiefmoeder zou hebben gehaat. Want waarom ook zou Hatsjepsoet een boze erfgenaam toegestaan hebben om het bevel over het leger te voeren? En als er haat tussen hen zou zijn geweest, dan had Hatsjepsoet haar stiefzoon eenvoudig uit de weg kunnen laten ruimen. Het lijkt er daarom eerder op dat een en ander uit praktische overwegingen doorgevoerd is, waarbij Hatsjepsoets tomeloze ambitie uiteraard niet te ontkennen valt. De situatie zal haar goed uitgekomen zijn. Deze mening wordt verder gesteund door het feit dat er geen enkel bewijs is gevonden dat aantoont dat Thoetmosis III zijn troon terug wilde hebben. Vaak werd vroeger verwezen naar het feit dat Hatsjepsoets naam en beeltenis op vele monumenten na haar dood uitgewist zijn (damnatio memoriae) en dat dit het werk van Thoetmosis III zou zijn. We weten nu dat de monumenten van Hatsjepsoet niet vroeger dan 20 jaar na haar dood beschadigd werden en wellicht veel later (dus ook na de dood van Thoetmosis III). Van een 'wraakcampagne' van Thoetmosis is dus geen sprake geweest: dan had hij immers direct na haar overlijden wel actie ondernomen. Een theorie luidt dat de beschadigingen wellicht deels voor rekening komen van Amenhotep III, de achterkleinzoon van Thoetmosis III, die met een burgermeisje getrouwd was en mogelijk de herinnering aan Hatsjepsoet en haar voorbeeldige koninklijke afstamming wilde uitwissen om zijn eigen niet door iedereen geaccepteerde huwelijk acceptabeler te maken. Zeker is dat ook een deel van de beschadigingen in opdracht van de ketterse koning Achnaton is uitgevoerd, met name waar het de naam en afbeelding van de door hem gehate oppergod Amon betreft. Als Thoetmosis al opdracht heeft gegeven om de naam van zijn stiefmoeder uit te wissen, dan is dat niet uit haat jegens haar gebeurd, maar om zijn eigen regeerperiode langer te doen lijken en zo zijn roem te vergroten.

## Imperium

### Betrekkingen met Babylonië
Uit de Annalen van Thoetmoses III blijkt dat er goede diplomatieke betrekkingen met Karduniaš onderhouden werden. Er is sprake van een gift van goede wil die tweemaal naar Egypte gezonden werd: lapis van Babylon, zowel de echte als de kunstmatige. Dat laatste verwijst naar blauw glas. Vervaardiging van glas was een vrij nieuwe nijverheid die Babylonië ontwikkeld had en het land had het monopolie zowel op de blauwe edelsteen als zijn kunstmatige vervanging.

### Militaire prestaties

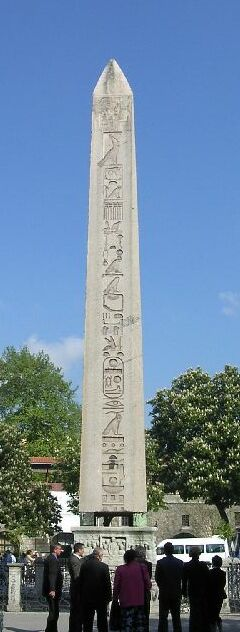
Obelisk van Thoetmosis
Onderaan is de beeltenis van Theodosius I te zien. Hij liet in 390 de obelisk in drie delen zagen voor transport naar Constantinopel. Alleen het bovenste gedeelte overleefde de reis en staat nu in de hypodroom van Istanbul

Thoetmosis III voerde een expansionistische politiek en wordt weleens de 'Napoleon van Egypte' genoemd, omdat hij 350 steden heeft veroverd en naar verluidt geen enkele veldslag heeft verloren. Zijn gebied reikte van de Eufraat tot aan de zuidgrens van Koesj, niet ver van het huidige Khartoem in Soedan. Dat alles bereikte hij in 17 militaire campagnes. Hij was de eerste farao die de Eufraat overstak, tijdens zijn gevecht tegen de Mitanni. Onder meer zijn oorlogen zijn gedocumenteerd op de muren van de Amontempel in Karnak bij Luxor.
Thoetmosis III wordt beschouwd als een van de meest oorlogszuchtige farao’s. Hij maakte van Egypte een wereldmacht. Een aanzienlijk deel van wat bekend is over de oorlogen van Thoetmosis III is te danken aan wat zijn legeraanvoerder Thanuny hierover heeft geschreven. Thoetmosis’ veroveringen werden mogelijk gemaakt door de verbetering van de wapens en het efficiënt inzetten daarvan. Voorbeelden hiervan zijn met een menner en boogschutter bemande snelle strijdwagens en een apart boogschutterskorps, bewapend met composietbogen met een groot bereik. Zijn leger maakte ook gebruik van boten, zowel voor de aanvoer van voorraden naar het huidige Libanon als voor het oversteken van grote rivieren zoals de Eufraat en ook, bij de campagnes in Nubië, voor het uitvoeren van snelle aanvallen via de Nijl. Men zou de daarvoor gebruikte elitetroepen als het eerste 'Korps Mariniers' uit de geschiedenis kunnen zien.
Eerste campagne
Na Hatsjepsoets dood ondernam Thoetmosis III zijn eerste grote militaire campagne. Hij vertrok uit Egypte en ging door de Sinaï en via Gaza landinwaarts in de richting van de stad Megiddo. Om in Megiddo te komen had Thoetmosis III wel een probleem: het Karmelgebergte in het huidige Israël lag nog tussen zijn leger en Megiddo. Er waren drie mogelijke routes: zowel de noordelijke als de zuidelijke routes gingen om de bergketen heen en werden door zijn militaire adviseurs als veilig beschouwd, maar Thoetmosis vond zijn adviseurs maar lafaards en koos een route dwars over de bergen heen. Een slimme keuze, want zo kwamen ze op een veel strategischere plaats net buiten de stad Megiddo uit en verrasten zo hun vijanden, die zo'n gewaagde zet niet hadden verwacht. De Egyptenaren konden de daaropvolgende slag gemakkelijk winnen, maar de vluchtende vijand had de kans gegrepen om de stad binnen te vluchten. Na een maandenlang beleg veroverde Thoetmosis’ leger die ook. De slag om Megiddo is waarschijnlijk de belangrijkste die Thoetmosis ooit uitvocht. Hiermee brak hij het verzet in Palestina, Libanon en Zuid-Syrië.

De tweede, derde en vierde campagne dienden vooral om rijkdom uit de verschillende overwonnen gebieden te vergaren. Tijdens zijn vierde veldtocht zou hij ook een fort hebben laten bouwen in het zuiden van Libanon.
Zijn vijfde, zesde en zevende veldtocht vonden plaats in Syrië. Tijdens zijn vijfde veldtocht veroverde hij een aantal steden, voornamelijk in het zuiden van Syrië. Tijdens zijn zesde veldtocht veroverde hij meer Syrische steden, voornamelijk in het westen. Er kwamen toen geregeld opstanden voor bij de plaatselijke bevolking. Om daar een einde aan te maken besloot Thoetmosis III familieleden van hooggeplaatsten als gijzelaars mee te nemen. Niettemin rebelleerde Syrië opnieuw, en dus moest Thoetmosis er opnieuw naartoe. Tijdens zijn zevende veroveringstocht nam hij een aantal havensteden in. Om verder oproer te voorkomen nam hij een groot deel van het graan in beslag dat hij voornamelijk gebruikte om zijn leger te voeden. Zo kon Syrië dat graan niet meer verkopen en werd het snel heel arm. Hierdoor kon het land ook geen opstand meer financieren.
Achtste veldtocht

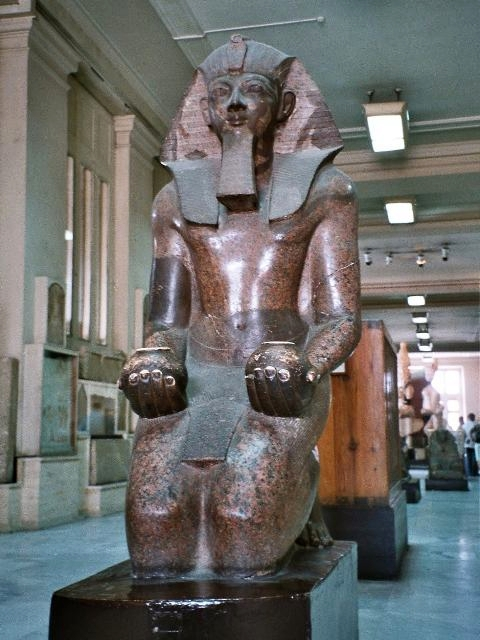
Rood granieten beeld van Thoetmosis III
Egyptisch Museum in Caïro

Nadat Thoetmosis III de Syrische steden onder controle had gekregen, wilde hij zijn rijk in noordelijke richting uitbreiden, en dus moest hij het koninkrijk Mitanni aanvallen, dat in het huidige Koerdistan lag. Hiervoor moest hij echter de Eufraat oversteken. Daarvoor voerde zijn leger boten op karren mee. Hiermee trok hij door de al overwonnen gebieden. Ondertussen plunderden ze nog wat, waardoor het op een zoveelste Syrische veldtocht leek. Ze staken met hun boten snel de Eufraat over en konden zo een verrassingsaanval uitvoeren. De koning van Mitanni was helemaal niet voorbereid en zijn leger kon dat van Thoetmosis niet tegenhouden. Thoetmosis nam zonder moeite alle steden in en plunderde die.
Thoetmosis’ negende veldtocht was maar een kleine plundertocht in Syrië. Tijdens zijn tiende militaire campagne werd er wél veel gevochten. De koning van Mitanni had ondertussen een groot leger op de been gebracht. Thoetmosis won de oorlog wel, maar het was zeker geen grote overwinning.
De beschrijvingen van de elfde en twaalfde militaire campagne zijn verloren gegaan. Zijn dertiende campagne was een kleine veldtocht in wat nu centraal Syrië is.
Het volgende jaar, zijn 39e jaar, begon hij zijn veertiende campagne. Die was tegen de Shasu. De locatie van deze campagne is onmogelijk met zekerheid vast te stellen, omdat de Shasu nomaden waren die van Fenicië, het huidige Libanon, via Transjordanië tot in Edom gewoond kunnen hebben. Zijn laatste Aziatische campagne is beter gedocumenteerd. Op een gegeven moment in Thoetmosis' 42e regeringsjaar zijn de Mitanni kennelijk in opstand gekomen in alle grote steden van Syrië. Thoetmosis verplaatste zijn troepen en ging via de kust noordwaarts. Hij sloeg de opstanden in de Arkevlakte neer en trok verder op tot Tunip. Na het veroveren van Tunip richtte hij zich op Kadesj. Hij viel drie omliggende Mitannische garnizoenen aan en versloeg ze. Hij keerde daarna terug naar Egypte. Zijn overwinning in zijn campagne was niet helemaal compleet omdat hij Kadesj niet had veroverd. De blijvende trouw van Tunip als bondgenoot was niet verzekerd, zoals na zijn dood zou blijken.
Laatste Nubische campagne
De laatste campagne van Thoetmosis III was in zijn vijftigste regeringsjaar. Hij viel het uiterste zuiden van Nubië weer eens aan (de rest had men al onder controle), maar kon niet veel extra grondgebied veroveren. Hoewel geen enkele farao voor hem zo ver zuidwaarts was doorgedrongen, had de Egyptische cultuur zich hier door de jaren heen wel al wijd verspreid. Koesj werd immers al sinds het Middenrijk door Egypte gedomineerd, ook al waren er tussenpozen waarin de streek korte tijd haar onafhankelijkheid herwon. Gedurende het hele Nieuwe Rijk, al sinds Thoetmosis I, de grootvader van Thoetmosis III, was het grootste deel van Nubië stevig in Egyptische handen. Eerder al had Thoetmosis in Koesj de nieuwe stad Napata gesticht als hoofdstad van de provincie. Deze stad was daarna de zetel van de onderkoning van Koesj (de Egyptische gouverneur, wiens officiële titel "Prins van Koesj" luidde).

## Bouwwerken
- Tempel van Amon (Karnak): 7e pyloon, obelisken, Achmenoe
- Koningslijst in de Achmenoe
- Graf DK 34 in de Vallei der Koningen
- Tempel van Thoetmosis III in Deir el-Bahari

## Galerij

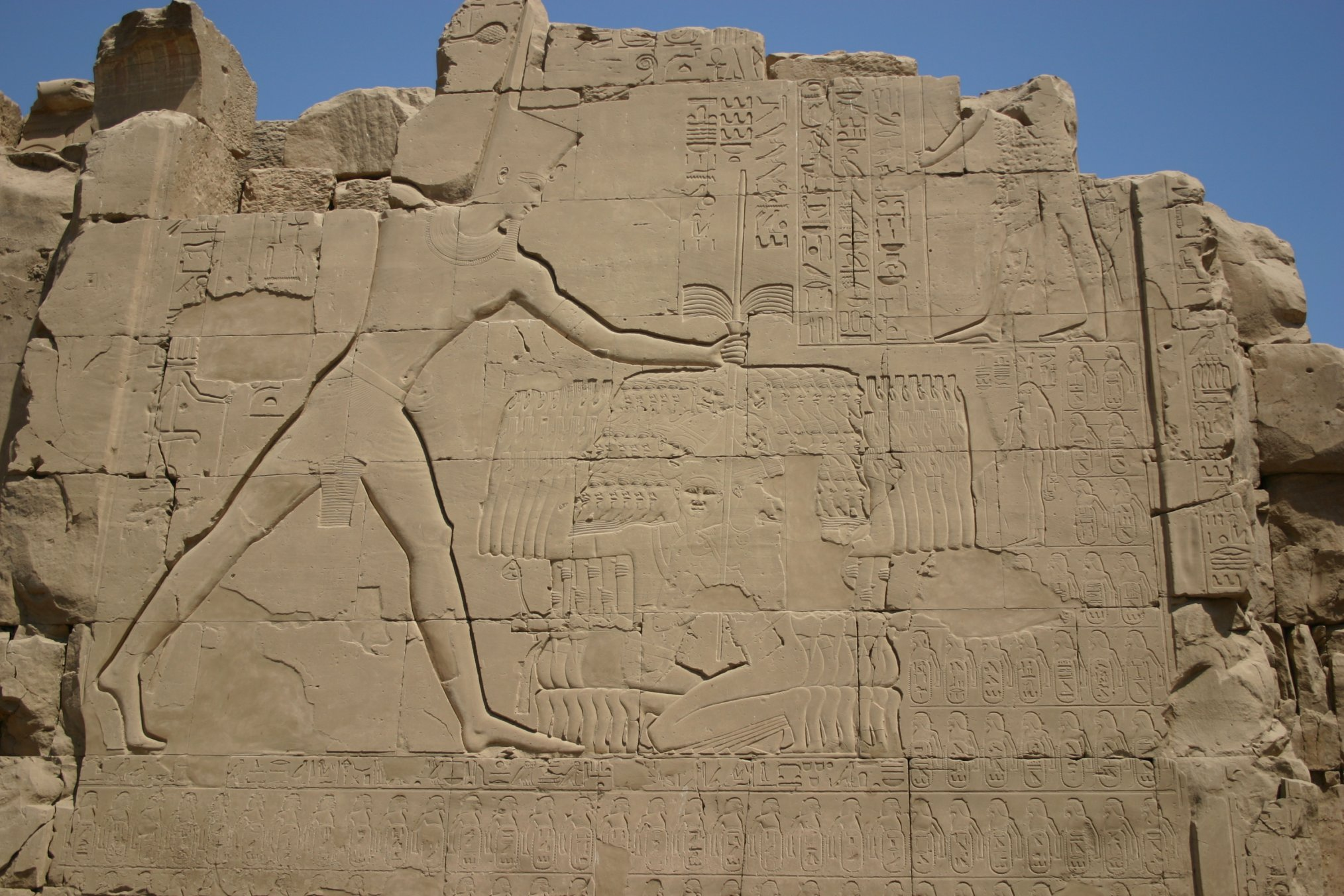
Relief van Thoetmosis 7e pyloon in Karnak
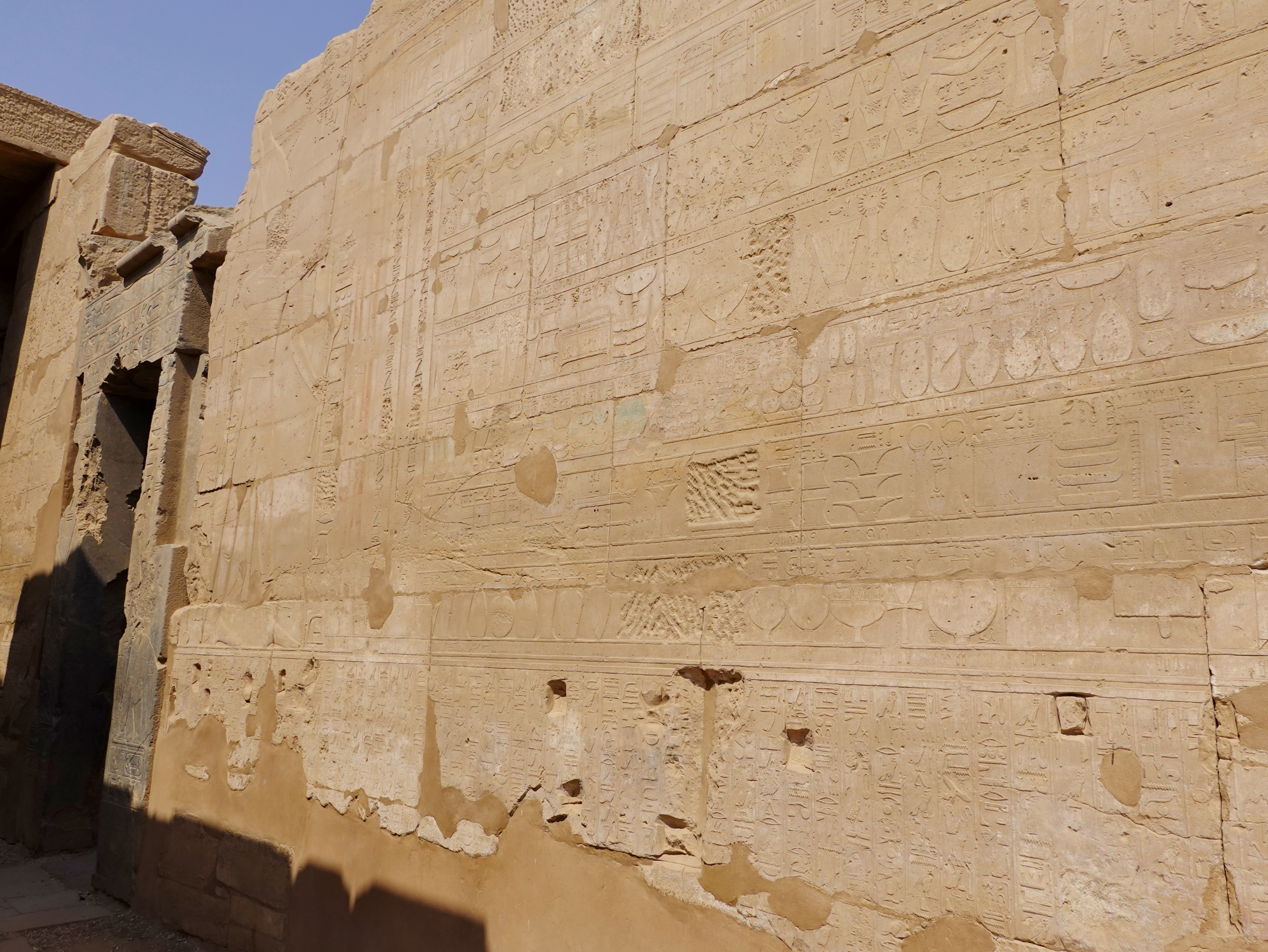
Annalen van Thoetmosis waarbij hij de geplunderde goederen inspecteert Karnak
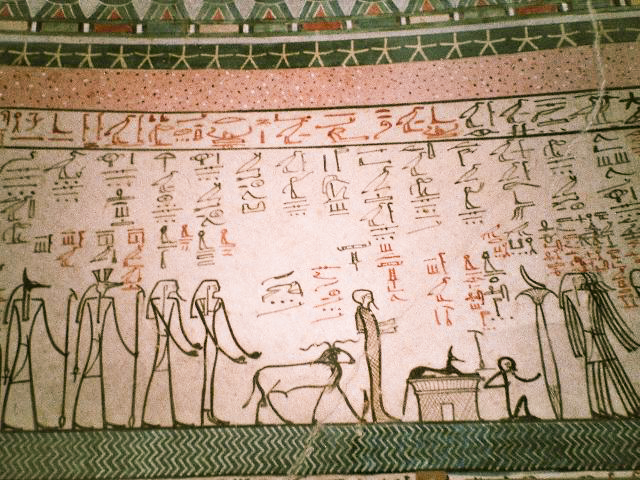
Een tafereel uit het Amdoeat, op de muren van zijn graftombe (DK 34) in de Vallei der koningen
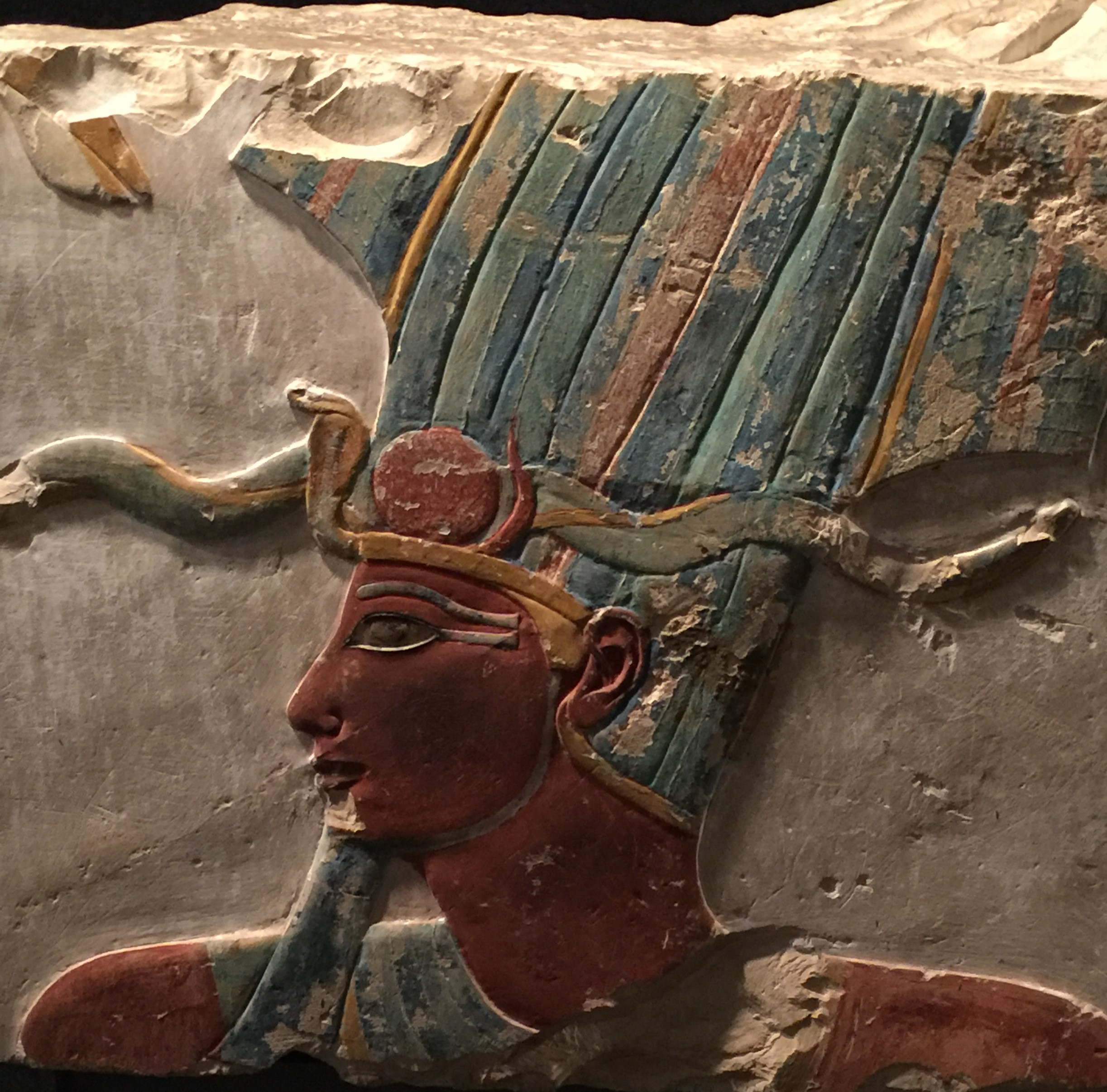
Thoetmosis III Luxor Museum
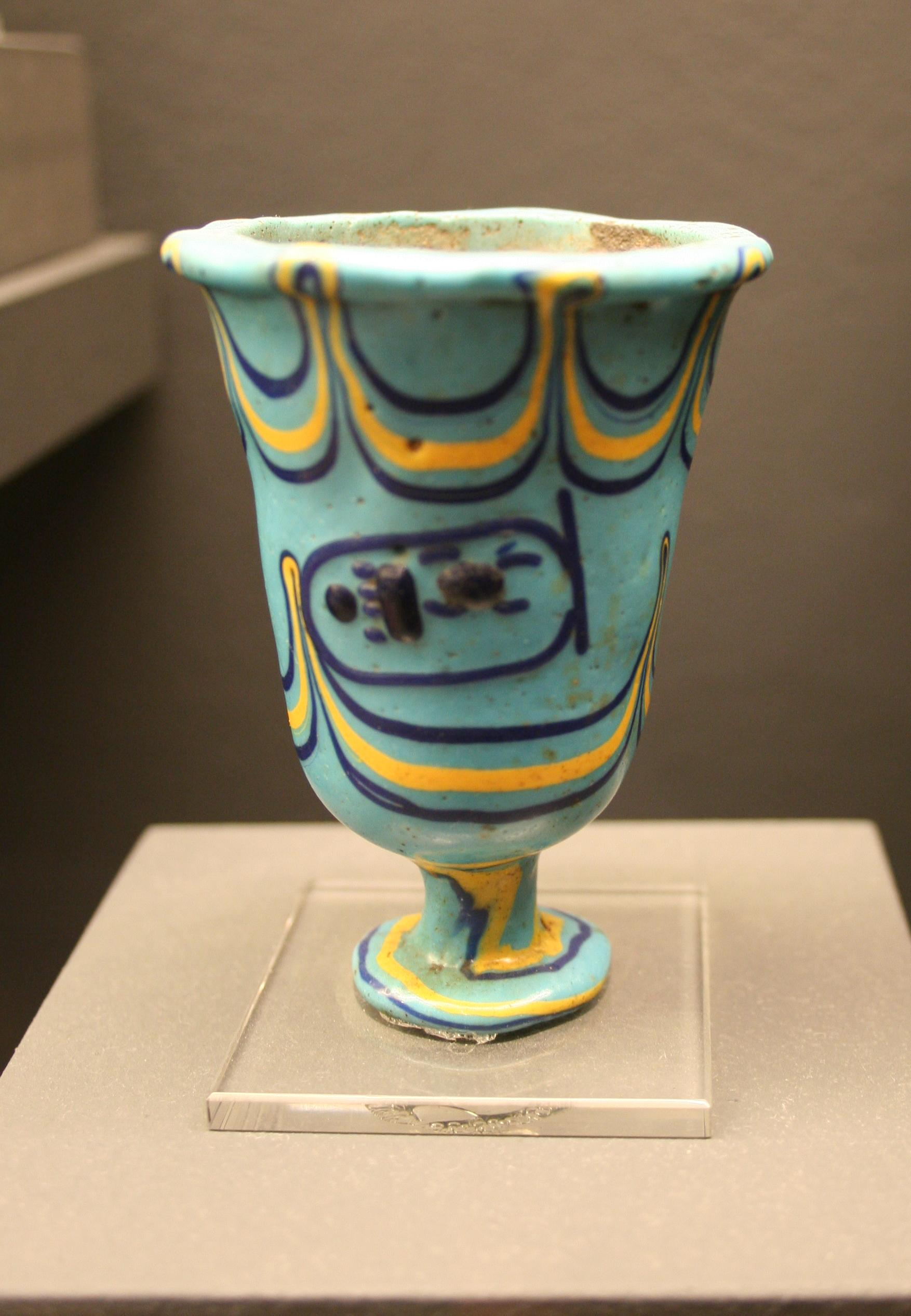
Kelk met de naam van Thoetmosis SMAEK (München)
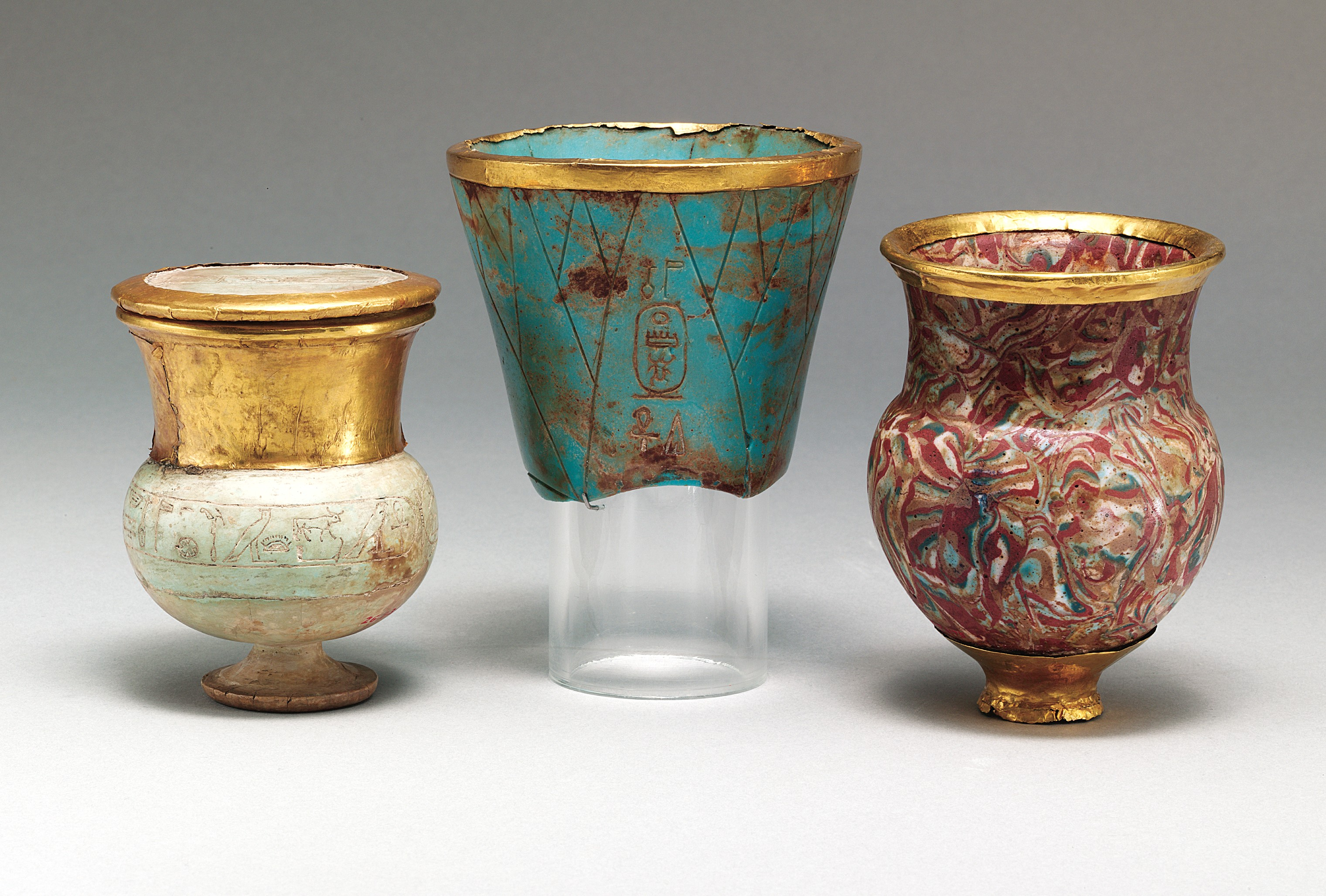
Kelken met de naam van Thoetmosis III The MET
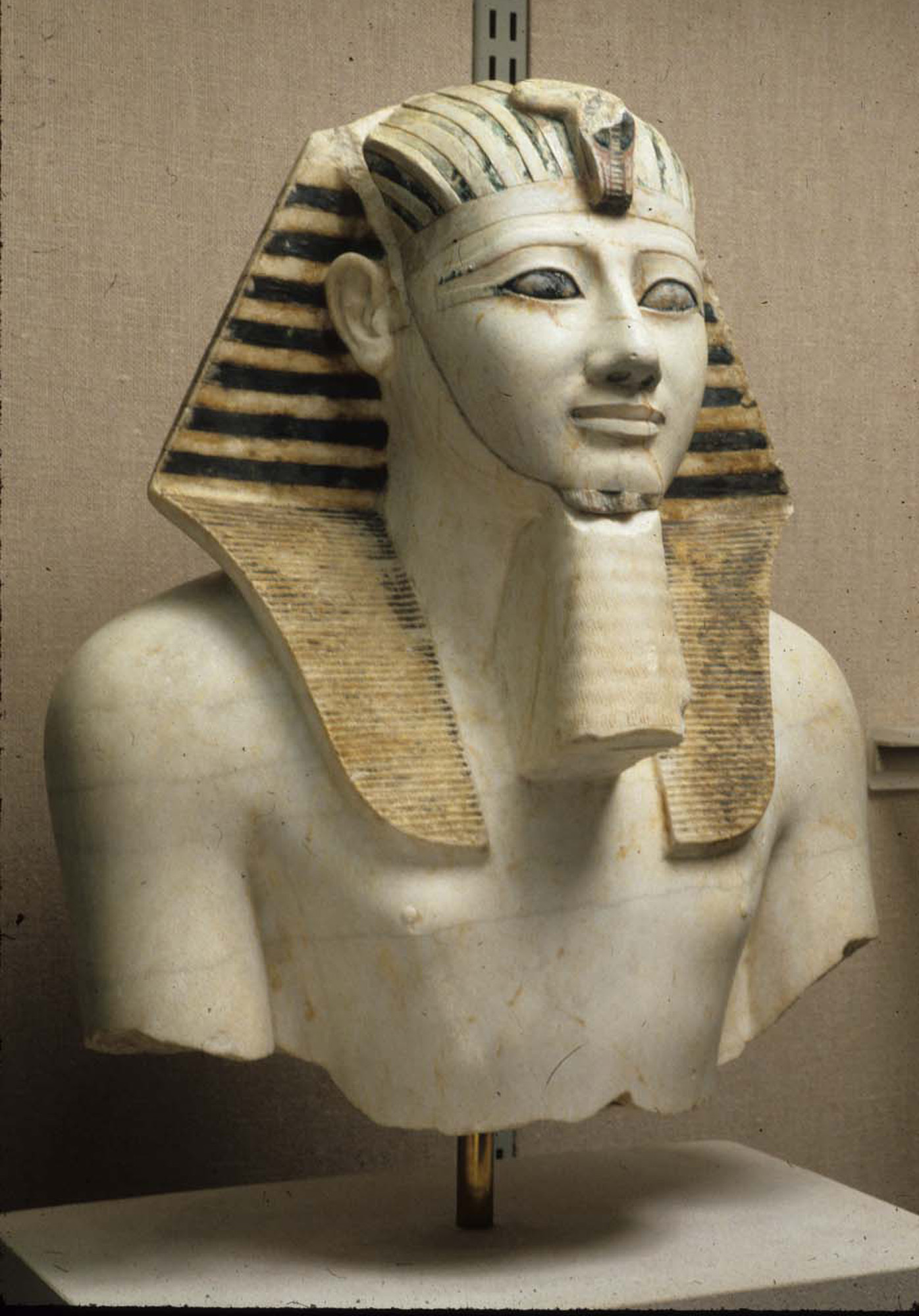
Thoetmosis III The MET
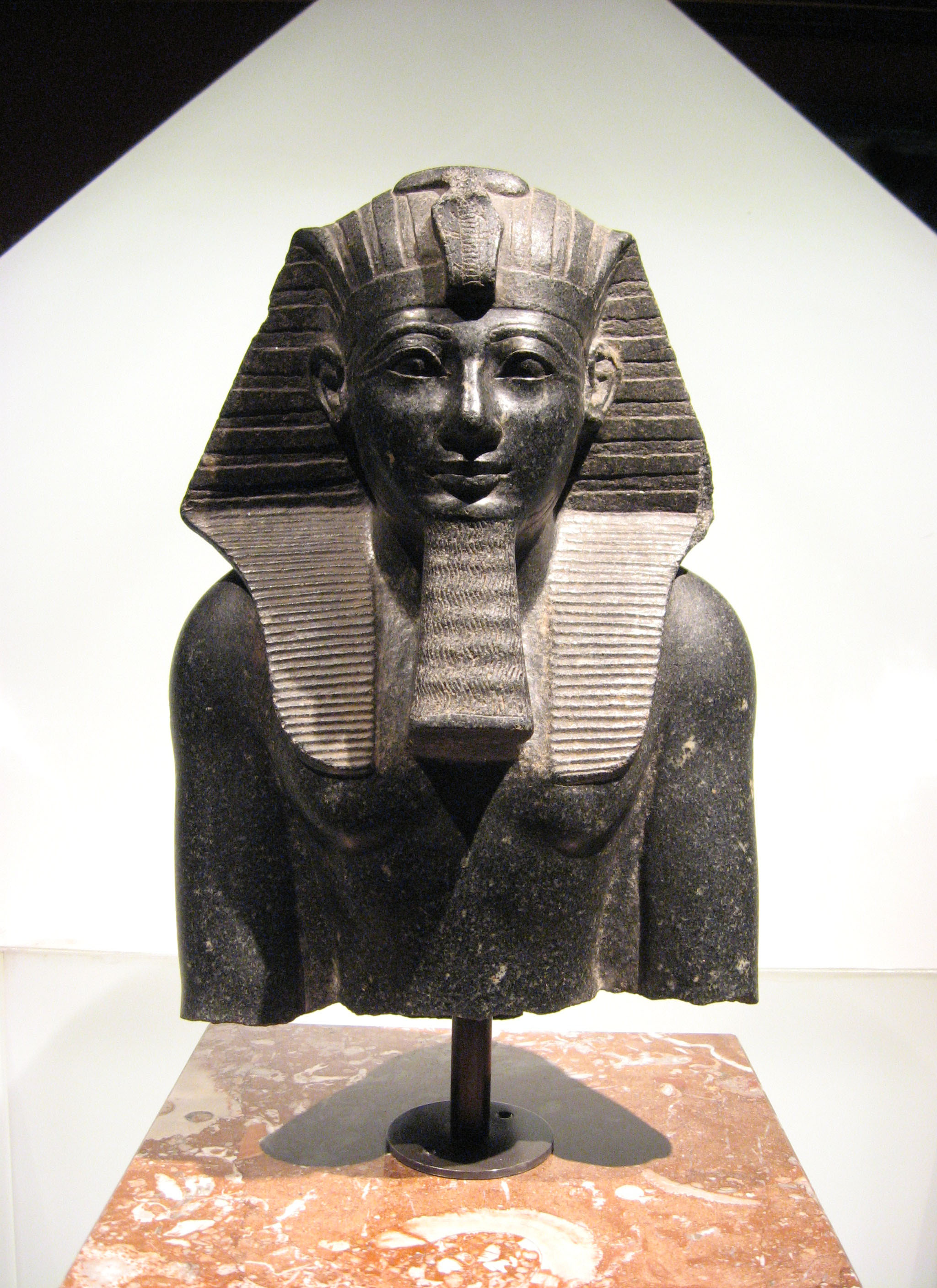
Thoetmosis III Kunsthistorisches Museum
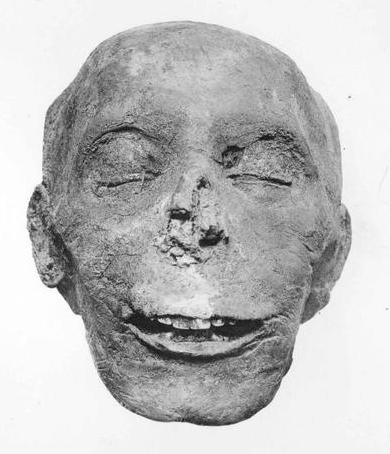
Gemummificeerd hoofd van Thoetmosis III

## Externe bronnen
- Thoetmosis III (Egyptology Online)

- Gemeinsame Normdatei: 118642804
- International Standard Name Identifier: 0000 0000 8195 8691
- Library of Congress Control Number: n82094436
- Nationale Bibliotheek van Tsjechië: jn20020619002
- Nationale Bibliotheek van Israël: 987007269084505171
- Virtual International Authority File: 8732895
- WorldCat: E39PBJtxggm8mPDCgKk9yTD8YP